# Cosmopterix crassicervicella
Cosmopterix crassicervicella é uma espécie de insetos lepidópteros, mais especificamente de traças, pertencente à família Cosmopterigidae.
A autoridade científica da espécie é Chrétien, tendo sido descrita no ano de 1896.
Trata-se de uma espécie presente no território português.